# Миланская консерватория имени Джузеппе Верди
Миланская консерватория имени Джузеппе Верди (итал. Conservatorio di Musica "Giuseppe Verdi") — итальянская консерватория, расположенная в Милане. Основана в 1807 году указом Наполеона, первый статут заведения был подписан вице-королём Италии Евгением Богарне. Консерватория носит имя Джузеппе Верди, которому в своё время отказала в приёме как переростку.
Среди важнейших вех в истории консерватории — учреждение в 1898 году Музея музыкальных инструментов, открытие в 1965 году первых музыковедческих курсов, открытие в 1969 году первого в Европе специализированного курса для композиторов электронной музыки.

## История
Во времена правления Габсбургов в Австрии, музыкальное искусство в Милане никогда не пользовалось особым уважением. Но с 1773 года императрица Мария Тереза начала серию реформ, направленных на создание государственной системы начального образования. Тем не менее, преподавание музыки не предусматривалось, поскольку этот вопрос не считался необходимым для подготовки ремесленников и чиновников. Следовательно, это искусство было прерогативой дворян, которые часто практиковали его на любительском уровне, или людей, принадлежащих к менее богатым классам, в основном профессиональных музыкантов.
Исторический период, в который произошло фактическое рождение миланской консерватории, связывают с фигурой Наполеона. В 1796 году французский генерал освободил столицу Ломбардии от австрийцев и провозгласил её столицей Цизальпийской республики. На тот период культурная жизнь города уже находится в процессе развития, в основе которой прослеживалась концепция Просвещения. Данные процессы начинали незаметно развиваться ещё при австрийском правительстве. Высокие налоги, требуемые французами, рассматривались как цена, необходимая для поддержания свободы. Воздух перемен, принесенный Бонапартом, был очень благоприятен для идеи строительства консерватории. Основной мотивацией для создания этого заведения можно назвать плохие условия, в которых находился итальянский оперный театр в те годы. Фактически к середине XVIII века итальянская опера была вытеснена трансальпийской, находясь под влиянием таких композиторов, как Глюк и Моцарт. Видя, что не следует никаких изменений и понимая, что данную проблему нужно решать, граф Карло Брентано Грианта (Грианта, частично забытый политический деятель в конце наполеоновской эпохи), генеральный директор театра и шоу, для решения данной проблемы предложил создание музыкальной школы.
24 августа 1803 года Грианти сделал свое предложение, которое было принято на следующий день вице-президентом республики Франческо Мельци д’Эрилем.
Проект реализован 5 сентября того же года. Этот проект обеспечивает прием (в обители в церкви Санта — Мария) 36 студентов (24 мужчины и 12 женщин), в течение всего периода обучения, не превышающий десять лет. Консерватория, с нормативной точки зрения, вдохновлена приютом Сан-Пьетро в Джессате. На самом деле Грианти намеревался создать приют (открытый для обоих полов), целью которого было музыкальное образование детей из богатых семей, имеющих статус в обществе.

## Внутреннее устройство
Королевская консерватория была открыта 3 сентября 1808 года, чтобы совпасть с принятием Положения об исследованиях, подписанном Богарне. Вначале только 18 студентов изъявили желание начать обучение в коллегиальной церкви Святой Марии, питание и проживание этих студентов было за государственный счет. В дальнейшем некоторое количество студентов-не резидентов добавляется к местным студентам, но они платят за учёбу самостоятельно. Параллельно открывается библиотека, которая в дальнейшем станет отправной точкой для сохранения музыкальных текстов древних эпох.
Несмотря на то, что консерватория находится в бывшей религиозной структуре, она с самого начала сохраняет светский характер (в отличие от неаполитанской и венецианской школы, с типично про-религиозным подходом).
Курсы в консерватории проходили по следующим инструментам: сольфеджио, сочинение, пение, клавесин, скрипка и альт, виолончель, валторна, кларнет, фагот, арфа, гобой, флейта, контрабас. декламация (то есть дикция и жесты, основные предметы для изучения певца оперы) и танцы. Данные предметы вели шестнадцать преподавателей в типичном стиле обучения Италии того времени. Мужчины могли посещать все курсы в данном заведении, в то время как женщины были привязаны к своей роли будущих оперных певиц и могли посещать только предметы этой тематики. По этому для них были предусмотрены курсы пения и клавесина (в качестве сопутствующего инструмента), однако они также могли посещать и уроки игры на арфе. Среди мотивов, выдвигаемых для объяснения этой уступки, было необходимостью нарушить монотонность изучения пения или необходимостью предложить альтернативную возможность для девушек, которые не могут пройти курс.
Обучение музыки делилось на три класса:
- Первая степень: основы музыкальной теории, сольфеджио, введение в пение и инструментальную практику.
- Вторая степень: изучение пения, хорового пения, декларативной и инструментальной практики.
- Третья степень: изучение работы на сцене под оркестровое сопровождение, вокальное и инструментальное изучение произведений, согласованных в частных и публичных упражнениях, изучение композиции. Также существовал четвёртый, отдельный, класс, который касался преподавания связей между музыкой и другими науками, который, однако, не был принят в Милане.

Первым директором и цензором консерватории являлся Бонифацио Асиоли. Его первым важным вкладом в учебное заведение является разработка музыкальных методов обучения, по которым студенты могли спокойно обучаться. В то же время по приказу самого Богарне методички на французском языке уже поступили (из Парижской консерватории), в миланскую консерваторию, в очень хорошем переплете и прекрасно украшены. Однако они не пользовались большим вниманием, и только три из них были приняты и опубликованы для общего пользования. Несмотря на это, итальянская школа предпочла обучение, выработанное учителем: методичка из Парижской консерватории играла второстепенную роль.
В течение девятнадцатого века, после возвращения Габсбургов в Италию, консерваторы Парижа и Милана следовали линии единообразия, первые утратили часть своего милитаристского духа, в то время как последние начали открываться французской культуре. В соответствим с этими фактами начинает зарождаться общее культурное направление, интересы, взгляды на искусство.
Миланская консерватория приобретает престиж прежде всего благодаря своему симбиозу с театром Ла Скала, находится всегда в авангарде оперы, который объединял в городе настоящих музыкантов, и был для них местом реализации талантов. Поначалу в консерватории было меньше учеников, чем в обычной музыкальной семье или частной музыкальной школе. Именно на этом начальном этапе рождаются и консолидируются некоторые традиции, которые впоследствии имели большой успех и развитие в истории этого учреждения. Выражались они в таких действиях как концерты, открытые для публики (обычно проводимые студентами), известные программами, предназначенными для современных композиторов того времени. Примечательно, что Даже Реквием Вольфганг Амадей Моцарт видит свою первую итальянскую работу в одном из этих концертов (в 1844 г.). В то же время Миланская консерватория вошла в историю тем, что не приняла Джузеппе Верди на учёбу в июне 1832 года. На тот момент комиссия считала его слишком взрослым (ему было 18 лет и это был максимальный допустимый возраст для поступления) и обвиняла его в неправильной технике осанки. Также повлиял фактор того, что он был иностранец, так как он был родом из Пармского герцогства. По иронии судьбы институт был назван в его честь, несмотря на открытое возражение Джузеппе Верди касаемо использования его имени.
Около 1850 года была проведена важная структурная и управленческая реформа такими деятелями как Лауро Росси, Альберто Мадзукато и Антонио Бадзини. Среди нововведений превращение в музыкальную среднюю школу бывшей школы-интерната, замена директора государственным куратором (в основном из-за административных задач), создание новых классов, например, новый, независимый класс арфы, предметы, зависящие от специализации конкретного учителя, например: мимика, истории музыки и так далее. После объединения Италии консерватория вместе с Академией Брера стала одним из миланских районов, наиболее близких к движению Скапильятура. В тот же период Арриго Бойто и Франко Фаччо, тогдашние молодые студенты, начали борьбу за отмену филигранных мелодраматических форм (в пользу музыки художников-авангардистов, таких как Рихард Вагнер). Все ещё находящаяся на постунитарном этапе, Миланская консерватория указана Министерством народного образования как организационная модель для музыкальных школ по всей Италии. В 1898 году был открыт музей музыкальных инструментов, а в 1908 году была построена комната Джузеппе Верди (позже разрушенная во время Второй мировой войны и отреставрированная позже, после войны). Во время фашистского периода учреждение проявило неприязнь к модернистским течениям, настолько, что музыка таких авторов, как Альфредо Казелла и Джан Франческо Малипьеро, была отвергнута и подвергнута критике в публично опубликованном обращении. Ильдебрандо Пиццетти (директор консерватории в то время) и композиторы Отторино Респиги и Альсео Тони подписали это обращение.
После окончания Второй мировой войны был период культурного возрождения и открытости по отношению к иностранному авангарду благодаря (главным образом) работе Джорджо Федерико Гедини. Таким образом итальянские студенты знакомятся с техникой додекафонии и другими стилистическими элементами, разработанными в международной композиционной культуре. Кроме того, в этот период в консерватории учатся и преподают некоторые великие имена итальянской музыки, такие как: Пьеро Ратталино, Антонио Баллиста, Бруно Канино, Риккардо Мути, Мишель Кампанелла, Бруно Беттинелли, Франко Донатони, Риккардо Шайи, Гвидо Сальвети. Также среди представителей литературной культуры такие знаменитые имена как Сальваторе Квазимодо. Также введены курсы, связанные с джазовой музыкой и музыковедческим курсом, также мастер-классы, семинары и другие мероприятия, созданные для углубления развития культурного фона студента.

## Руководители консерватории
- Бонифацио Азиоли (1808—1814)
- Амброджо Минойя (1815—1825)
- Винченцо Федеричи (1825—1826)
- Гаэтано Пьянтанида (1826)
- Франческо Базили (1827—1837)
- Никола Ваккаи (1838—1844)
- Феличе Фрази (1845—1849)
- Лауро Росси (1850—1871)
- Альберто Мадзукато (1872—1877)
- Стефано Ронкетти-Монтевити (1878—1882)
- Антонио Бадзини (1882—1897)
- Джузеппе Галиньяни (1897—1923)
- Ильдебрандо Пиццетти (1924—1936)
- Рикардо Пик-Манджагалли (1936—1949)
- Джулио Чезаре Парибени (1950—1951, и. о.)
- Джорджо Федерико Гедини (1951—1962)
- Якопо Наполи (1962—1971)
- Орацио Фиуме (1971)
- Марчелло Аббадо (1972—1996)
- Гвидо Сальветти (1996—2004)
- Леонардо Таскера (2004—2007)
- Бруно Дзанолини (2007—2010)
- Соня Бо (2010—2013)
- Алессандро Мелькьоре (2013—2016)
- Кристина Фрозини (2016—2022)
- Массимилиано Баджо (с 2022 г.)

## Известные педагоги
- Джорджо Федерико Гедини
- Франко Донатони
- Альфредо Каталани
- Франческо Ламперти
- Амилькаре Понкьелли
- Лауро Росси
- Хавьер Торрес Мальдонадо

## Известные выпускники
- Клаудио Аббадо
- Джузеппе Андалоро
- Рамин Бахрами
- Мариетта Брамбилла[1]
- Лучано Берио
- Арриго Бойто
- Марко Энрико Босси
- Джованни Боттезини
- Альчео Гальера
- Мария Донец-Тессейр
- Вера Астафьева
- Иван Зайц
- Эрнесто Каваллини
- Бруно Канино
- Гвидо Кантелли
- Пина Кармирелли
- Феличе Латтуада
- Бруно Мадерна
- Энрико Майнарди
- Шовкет Мамедова
- Пьетро Масканьи
- Джанкарло Менотти
- Артуро Бенедетти Микеланджели
- Рикардо Мути
- Маурицио Поллини
- Цезарь Пуни
- Джакомо Пуччини
- Фаусто Ромителли
- Пьетро Фроссини
- Атанасия Цану
- Рикардо Шайи
- Роберто Каччапалья
- Уранио Фонтана
- Карло Альфредо Пьятти
- Людовико Эйнауди